# Michael Gregoritsch
Michael Gregoritsch (født 18. april 1994) er en østrigsk professionel fodboldspiller, som spiller for Superliga-klubben Brøndby IF og Østrigs landshold.

## Klubkarriere

### Kapfenberger SV
Gregoritsch begyndte sin karriere hos Kapfenberger SV, hvor han debuterede for førsteholdet i den 14. april 2010. Han scorede på sin førsteholdsdebut i den østrigske Bundesliga, og blev hermed i en alder af 15 år og 361 dage den yngste målscorer i ligaen nogensinde.

### 1899 Hoffenheim
Gregoritsch skiftede i juni 2011 til 1899 Hoffenheim.

#### Lejeaftaler
Efter skiftet til Hoffenheim blev han med det samme lejet tilbage til Kapfenberger. Han havde senere i sin tid andre lejeaftaler til FC St. Pauli og VfL Bochum.

### Hamburger SV
Gregoritsch skiftede i juni 2015 til Hamburger SV.

### FC Augsburg
Gregoritsch skiftede i juli 2017 til FC Augsburg.

#### Leje til Schalke 04
Gregoritsch blev i december 2019 udlejet til Schalke 04.

### Freiburg
Gregoritsch skiftede i juli 2022 til Freiburg.

## Landsholdskarriere

### Ungdomslandshold
Gregoritsch har repræsenteret Østrig på flere ungdomsniveau.

### Seniorlandshold
Gregoritsch debuterede for Østrigs landshold den 7. september 2016. Han var del af Østrigs trup til EM 2020.